# Марков, Алексей Николаевич
Алексей Николаевич Марков (род. 1982) — российский актёр театра и кино, телеведущий, режиссёр и сценарист, преподаватель ГИТИС.

## Биография
Российский актёр Алексей Марков родился в городе Тверь в семье инженера. С детства участвовал в театральных постановках, играл в пьесе Э.Олби «Все в саду» в Тверском народном театре. Окончив гимназию, где занимался в театральном кружке, поступает на актерский факультет ВТУ им. Щепкина . Через два года после окончания поступает на факультет эстрады ГИТИС, который оканчивает в 2011 году по специальности «режиссёр эстрады». С 2011 гг. педагог ГИТИС, факультет эстрады.
Алексей Марков известен российскому зрителю как исполнитель ролей «Яндекса» в военной драме «Туман» и продолжении «Туман-2», Вениамина в сериале «Тридцатилетние», брачного афериста Майкла из сериала "Отель Элеон" и других.
В 2014 году Алексей Марков снял свой первый дебютный фильм в Лос-Анджелесе «К черту Квентина!», фильм вошел в конкурс фестивалей «КОРОЧЕ» в Калининграде, «ALIFF», «Осень» кинофест в Москве, RapidLion в ЮАР. Онлайн-премьера запланирована на середину 2015 года.
С 2009 г. — арт-директор и член жюри Международного фестиваля короткометражного кино и анимации «METERS».
С 2014 г. — арт-директор московской площадки международного кинофестиваля короткометражного кино «SHNIT».
В 2016 году Алексей Марков вместе с Андреем Малаховым, Михаилом Ширвиндтом, Дмитрием Дибровым, Татьяной Арно, Татьяной Веденеевой принимал участие в Международном проекте 1 канала России и 1 канала Китая "Второй всекитайский телевизионный конкурс по русскому языку". Алексей Марков был наставником команды Харбинского научно-технического университета, которая в финале конкурса в Пекине заняла второе место и по решению продюсеров конкурса также получила главный приз- приглашение команды в Москву.
Как педагог по актерскому мастерству, личной эффективности и уверенности в себе работает с артистами российской эстрады, участниками телевизионных проектов "Голос", "Точь-в-точь" и др. В 2017 году занимался актерским мастерством с артистами лейбла Blackstar: Кристина Си, Клава Кокка, Дана Соколова.

## Театральные работы
- «Капитанская дочка» А. С. Пушкина — Денщик Зурина
- «Двенадцатая ночь» Шекспира — Эндрю Эгьючик
- «И всё-таки я вас без памяти люблю!» А. С. Грибоедова — Скалозуб
- «23 слова на четверых» А. Марков, Театр им. Булгакова 2013 г., режиссёр
- «Каникулы от смерти» В. Смоляницкая по произведениям Д. Самойлова ЦДА им. Яблочкиной 2010 г.
- «Кушать подано?» Славомира Мрожека, режиссёр, актёр, 2012 г.[4][5]

## Фильмография
- 2018 — «Смотритель маяка» — Борис Рейцер
- 2017 — «Прощаться не будем» — Пантелеев
- 2016 — «Отель Элеон» — Майкл / Паоло, брачный аферист
- 2015 — "Статус «свободен» — конферансье
- 2015 — «К черту Квентина!» — Алекс
- 2014 — «IT рота» — блогер
- 2013 — Лёд — официант
- 2012 — Туман-2 — Яндекс
- 2011 — Всё к лучшему — Марк
- 2010 — Туман — Яндекс
- 2010 — Волки — друг Макса
- 2009 — Ножницы — папа с дочками
- 2008 — Взрослые игры — Серёжа
- 2008 — Ранняя оттепель — шпик
- 2007 — Тридцатилетние — Вениамин
- 2006-2009 — Клуб (все сезоны) — Стас, участник бойз-бэнда
- 2006-2007 — «Проклятый рай»
- 2000 — Маросейка, 12. Бабье лето